# Ființă (filozofie)
Ființă este un termen din filosofia greacă și apoi din întreaga filosofie europeană până în secolul al XVII-lea desemnând realitatea absolută sau ceea ce rămâne neschimbat pe dedesubtul schimbărilor, ceea ce trebuie descoperit dincolo de aparențele sensibile, căutarea ființei revenind ontologiei. - 
În traducere exactă, Ființă înseamnă "ceea ce este", așa cum este definit termenul în limba greacă: to on. Traducerea este certificată și de filosofia germană: das Ding ist Sein (lucrul este ființă).
Concepută ca o realitate inteligibilă și cauză din care emană toate existențele particulare, ființa era confundată adesea cu Dumnezeu. Odată cu critica kantiană a ontologiei, interesul raportării aparenței la realitate, se deplasează spre relația între un moment al devenirii și această devenire însăși luată în totalitatea ei (Hegel). În sensul său vechi, termenul de ființă („Sein”) a fost preluat de Heidegger care înțelege prin el ceea ce se manifestă și se dezvăluie prin "fiindurile" particulare („Seiendes”), considerate în diferența, particularitatea lor "ontică", ceea ce se dezvăluie dar rămâne în același timp, esențialmente retras în sine. 